# 착신아리 2
착신아리 2(着信アリ 2: One Missed Call 2)는 일본에서 제작된 츠카모토 렌페이 감독의 2005년 공포 영화이다. 미무라 등이 주연으로 출연하였고 아리시게 요이치 등이 제작에 참여하였다.

## 출연

### 주연
- 미무라
- 요시자와 히사시
- 세토 아사카
- 하윤동

### 조연
- 이시바시 렌지
- 와니부치 하루코

## 제작진
- 원작자: 아키모토 야스시